# Porquerissas
Porquerissas (en catalán: Porquerisses) es una localidad perteneciente al municipio de Argensola, en la provincia de Barcelona, España.